# Ermita del Santísimo Cristo del Planto (Santa Cruz de La Palma)
La ermita del Santísimo Cristo del Planto es una pequeña ermita católica situada en el antiguo camino real del Planto, extramuros de la ciudad de Santa Cruz de La Palma (Islas Canarias, España), aunque dentro de su término municipal. A pesar de su pequeño tamaño, la ermita es famosa porque en su interior se venera la imagen del Santísimo Cristo del Planto, que es la imagen cristológica más venerada de la isla de La Palma.

## Historia
La ermita fue construida junto al antiguo calvario, donde concluía el Vía crucis de La Dehesa, extensa campiña pública destinada al pastoreo. La ermita fue construida hacia 1612 a expensas de Águeda Gómez Chinana, religiosa de la orden dominica, con ampliaciones posteriores. Del antiguo Calvario quedan como testimonio tres cruces adosadas, en el exterior de la cabecera, visibles desde el camino. Originalmente, la ermita tuvo varias advocaciones, entre ellas; Nuestra Señora de la Soledad o del Planto, y también del Calvario, hasta que más tarde se consolidó el patronazgo del Santísimo Cristo que es el que ha llegado a nuestros días.
La ermita era parada obligatoria y descanso de la Virgen de las Nieves (patrona de la isla de La Palma) en su Bajada Lustral desde su Real Santuario hasta la Iglesia Matriz del Salvador. Así mismo, a ella concurrían en procesión las hermandades y cofradías penitenciales de la ciudad durante la Cuaresma y la Semana Santa, con gran acompañamiento del pueblo. Desde 1659, al menos, existe constancia documental del arraigo de la profunda devoción, cuando tuvo lugar una solemne procesión con el Santísimo Cristo hasta la Parroquia Matriz del Salvador, con motivo de las rogativas que se sucedieron para atajar una plaga de langosta que asolaba la isla. 
La fiesta principal del Cristo del Planto se celebraba cada 14 de septiembre (onomástica de la Exaltación de la Santa Cruz), en esta jornada destacaba la procesión hasta Los Pasitos y los fuegos artificiales. A pesar de esto, dicha tradición se ha perdido, debido entre otras cosas a la dificultad que se presentaba cuando se procedía a sacar el trono del Cristo por la pequeña puerta de la ermita, teniéndose incluso que casi arrastrar por el suelo dicho trono para que la cruz del Cristo no rozase con el arco de la puerta.

## Patrimonio artístico
Del patrimonio artístico conservado en el interior, resaltan la imagen del Santo Cristo del Planto, obra elaborada en México a principios del siglo XVII siguiendo las técnicas de los indios tarascos de Michoacán, es decir, modelada con pasta de la médula de la caña de maíz triturado, y el retablo, que por su traza y decoración recuerda los modelos portugueses. Además, acompañan al Santísimo Cristo en el retablo las imágenes de la Virgen de los Dolores, San Juan Evangelista y Santa María Magdalena, formando todos un calvario.
El Cristo ha sido considerado a lo largo de la historia como protector de los hombres del mar (conjuntamente con la Virgen de las Nieves, patrona de la isla y la tradicional patrona de los marinos, la Virgen del Carmen), por lo que en las paredes de la nave de la ermita cuelgan varias pinturas votivas del siglo XVIII que retratan y narran las intervenciones milagrosas del Cristo del Planto en los viajes de la ruta canario-americana.